# Birmingham Bowl
El Birmingham Bowl es un bowl de fútbol americano universitario que se juega durante el mes de diciembre en Birmingham, Alabama desde 2006, cuyo propietario es ESPN y el mercadeo lo desarrolla la Universidad de Alabama en Birmingham. Hasta 2020 el partido se jugaba en el Legion Field hasta que en 2021 se mudó al Protective Stadium.
Se jugó de manera ininterrumpida hasta la edición de enero de 2021 cuando fue cancelado por la pandemia de Covid-19 y porque no encontraron equipos que cumplieran con los requerimientos para jugar un bowl.

## Historia
El bowl marcó el regreso de la postemporada de fútbol americano universitario a la ciudad de Birmingham, cuando anteriormente fue la sede del Dixie Bowl de 1947 y 1948, el Hall of Fame Classic de 1977 a 1985 (que fue relocalizado en Tampa y pasó a ser el Outback Bowl), y el All-American Bowl de 1986 a 1990 (que fue cancelado cuando a la ciudad se le concedió el SEC Championship Game).
En su edición inaugural en diciembre de 2006, los South Florida Bulls vencieron a East Carolina Pirates, 24–7 ante 32 023 espectadores. El Running back Benjamin Williams de South Florida anotó los primeros puntos en la historia del bowl con una recepción de 16-yardas con menos de dos minutos para terminar el primer cuarto; y después anotó otro touchdown en el primeer cuarto y ganó el MVP.
Luego de que se jugara en diciembre en los primeros tres años, la cuarta edición se jugó en enero de 2010. Como resultado, no quedó dentro del calendario de 2009. Se siguió jugando en enero hasta la novena edición, y más tarde se jugaría en enero de 2015. En la dpecima edición se volvería a jugar en diciembre, jugándose por dos ediciones hasta 2015. Se jugó en diciembre en su 13.º edición, en diciembre de 2018. La 14.º edición de jugaría en enero de 2020.
Con la construcción de un nuevo estadio de fútbol dentro del Birmingham–Jefferson Convention Complex, se calendarizó en 2021, para que el Birmingham Bowl "pudiera moverse a un nuevo estadio."

### Conferencias
Originalmente el bowl tenía un convenio de cuatro años con la Conference USA (C-USA) para que un representante de esa conferencia enfrentara a un oponente del Big East Conference, pero los oficiales del partido apelaron ante la NCAA por lo que el acuerdo fue garantizado desde abril de 2008. En 2008 y 2009 tuvo a nueve equipos elegibles de la Southeastern Conference (SEC) y 10 del Big East Conference.
Posteriormente el partido tendría equipos del SEC y la American Athletic Conference (La Americana). Coo ocho de esos equipos no cumplieron con los requerimientos no podían participar, por lo que un equipo de la C-USA o de la Mid-American Conference (MAC) tomarían su lugar, siempre y cuando fueran elegibles. El juego tendría a un equipo grande. Eso pasó en 2008, cuando la SEC no podía mandar un equipo; por lo que fue elegido North Carolina State de la Atlantic Coast Conference (ACC) para enfrentar a Rutgers del Big East, y más tarde participaría un equipo de la Sun Belt Conference, teniendo al menos a un participante desde entonces.

### Patrocinio
De 2006 a 2010 el partido fue conocido como PapaJohns.com Bowl, luego de que Papa John's Pizza fuera el patrocinador con un contrato multianual firmado en noviembre de 2006. En agosto de 2010, Papa John's anunció que no renovaría el contrato de patrocinio luego de asegurar un contrato de patrocinio con la National Football League. Tras el anuncio, el partido pasó a llamarse Birmingham Bowl hasta que el BBVA Compass fue anunciado como patrocinador en noviembre de 2010, oficialmente pasó a llamarse BBVA Compass Bowl. El bowl fue patrocinado por BBVA hasta enero de 2014 game, luego de que BBVA Compass rechazara renovar el patrocinio, y el bowl retornó a Birmingham Bowl. En la edición de 2018 fue patrocinado por la marca de Jared de Sterling Jewelers, y en 2019 fue parocinado por TicketSmarter.

## Resultados

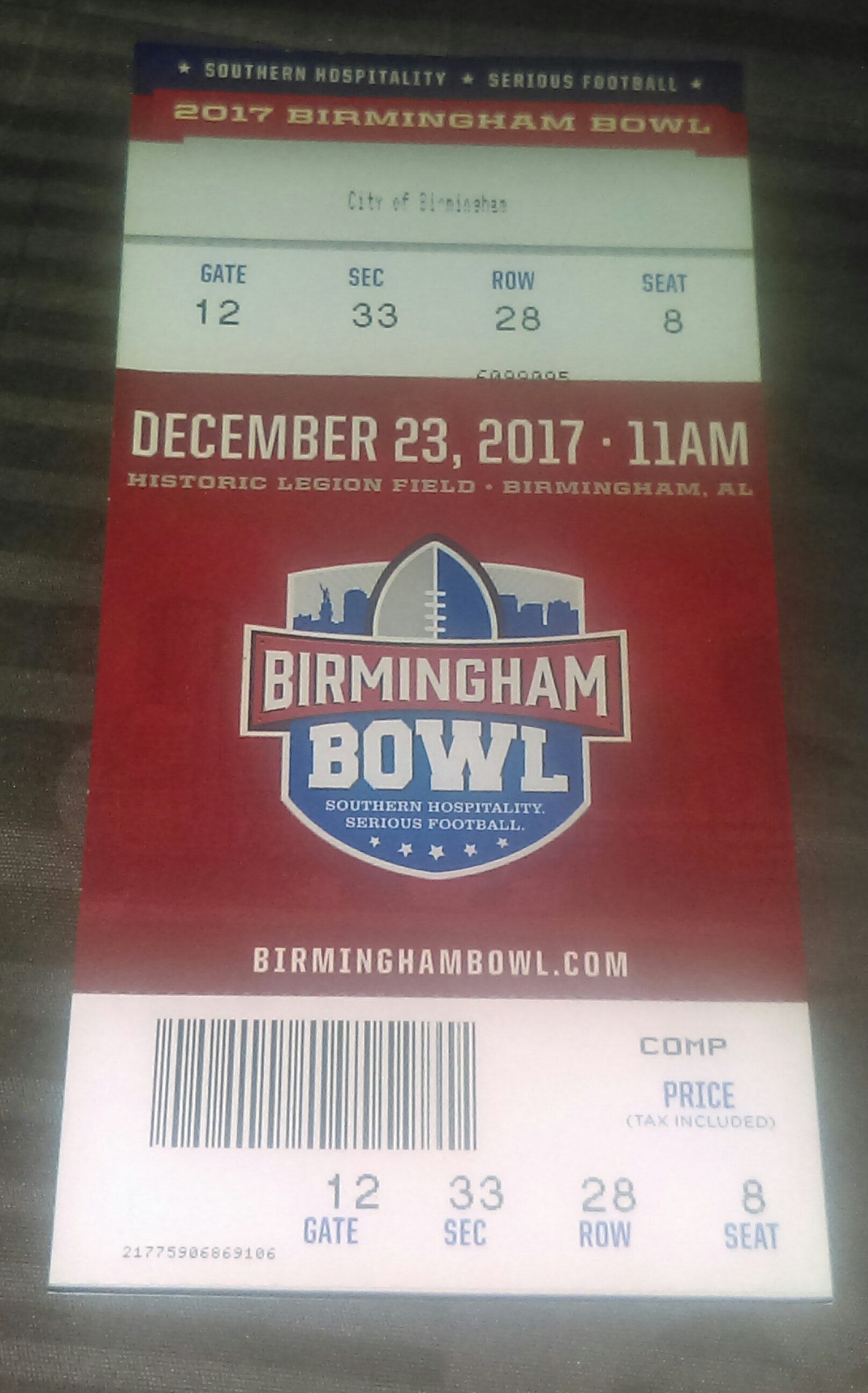
Entrada del Birmingham Bowl 2017.

| Fecha      | Nombre             | Campeón              | Campeón   | Finalista        | Finalista | Asistencia |
| ---------- | ------------------ | -------------------- | --------- | ---------------- | --------- | ---------- |
| 23-12-2006 | PapaJohns.com Bowl | South Florida        | 24        | East Carolina    | 7         | 32 023     |
| 22-12-2007 | PapaJohns.com Bowl | n.º 20 Cincinnati    | 31        | Southern Miss    | 21        | 35 258     |
| 29-12-2008 | PapaJohns.com Bowl | Rutgers              | 29        | NC State         | 23        | 38 582     |
| 2-1-2010   | PapaJohns.com Bowl | Connecticut          | 20        | South Carolina   | 7         | 45 254     |
| 8-1-2011   | BBVA Compass Bowl  | Pittsburgh           | 27        | Kentucky         | 10        | 41 207     |
| 7-1-2012   | BBVA Compass Bowl  | SMU                  | 28        | Pittsburgh       | 6         | 29 726     |
| 5-1-2013   | BBVA Compass Bowl  | Ole Miss             | 38        | Pittsburgh       | 17        | 59 135     |
| 4-1-2014   | BBVA Compass Bowl  | Vanderbilt           | 41        | Houston          | 24        | 42 717     |
| 3-1-2015   | Birmingham Bowl    | Florida              | 28        | East Carolina    | 20        | 30 083     |
| 30-12-2015 | Birmingham Bowl    | Auburn               | 31        | Memphis          | 10        | 59 430     |
| 29-12-2016 | Birmingham Bowl    | n.º 25 South Florida | 46        | South Carolina   | 39 (OT)   | 31 229     |
| 23-12-2017 | Birmingham Bowl    | n.º 23 South Florida | 38        | Texas Tech       | 34        | 28 623     |
| 22-12-2018 | Birmingham Bowl    | Wake Forest          | 37        | Memphis          | 34        | 25 717     |
| 2-1-2020   | Birmingham Bowl    | n.º 23 Cincinnati    | 38        | Boston College   | 6         | 27 193     |
| 1-1-2021   | Cancelado          | Cancelado            | Cancelado | Cancelado        | Cancelado | —          |
| 28-12-2021 | Birmingham Bowl    | n.º 21 Houston       | 17        | Auburn           | 13        | 47 100     |
| 27-12-2022 | Birmingham Bowl    | East Carolina        | 53        | Coastal Carolina | 29        | 15 901     |

- Fuente:[14]

## Apariciones

### Por equipo
| # | Equipo         | Apariciones | Record |
| - | -------------- | ----------- | ------ |
| 1 | South Florida  | 3           | 3–0    |
| 1 | Pittsburgh     | 3           | 1–2    |
| 1 | East Carolina  | 3           | 1–2    |
| 3 | Cincinnati     | 2           | 2–0    |
| 3 | Auburn         | 2           | 1–1    |
| 3 | Houston        | 2           | 1–1    |
| 3 | Memphis        | 2           | 0–2    |
| 3 | South Carolina | 2           | 0–2    |

Equipos con una aparición
- Ganaron (7): Connecticut, Florida, Ole Miss, Rutgers, SMU, Vanderbilt, Wake Forest.
- Perdieron (6): Boston College, Kentucky, NC State, Southern Miss, Texas Tech, Coastal Carolina.

### Por conferencia
| Conferencia  | Record | Record | Record | Record                                                        | Apariciones                            | Apariciones |
| Conferencia  | J      | G      | P      | Ganaron                                                       | Perdieron                              |             |
| ------------ | ------ | ------ | ------ | ------------------------------------------------------------- | -------------------------------------- | ----------- |
| The American | 16     | 10     | 6      | 2006, 2007, 2008, 2009*, 2010*, 2016, 2017, 2019*, 2021, 2022 | 2011*, 2012*, 2013*, 2014*, 2015, 2018 |             |
| SEC          | 8      | 4      | 4      | 2012*, 2013*, 2014*, 2015                                     | 2009*, 2010*, 2016, 2021               |             |
| C-USA        | 3      | 1      | 2      | 2011*                                                         | 2006, 2007                             |             |
| ACC          | 3      | 1      | 2      | 2018                                                          | 2008, 2019*                            |             |
| Big 12       | 1      | 0      | 1      |                                                               | 2017                                   |             |
| Sun Belt     | 1      | 0      | 1      |                                                               | 2022                                   |             |

- Juegos marcados con asterísco (*) se jugaron en enero del año siguiente.
- El Record de The American incluye apariciones del Big East Conference, porque The American es el original Big East, según la reorganización hecha en 2013. Los equipos representantes del Big East estuvieron en siete partidos con un récord de 5–2.

## Jugador más valioso

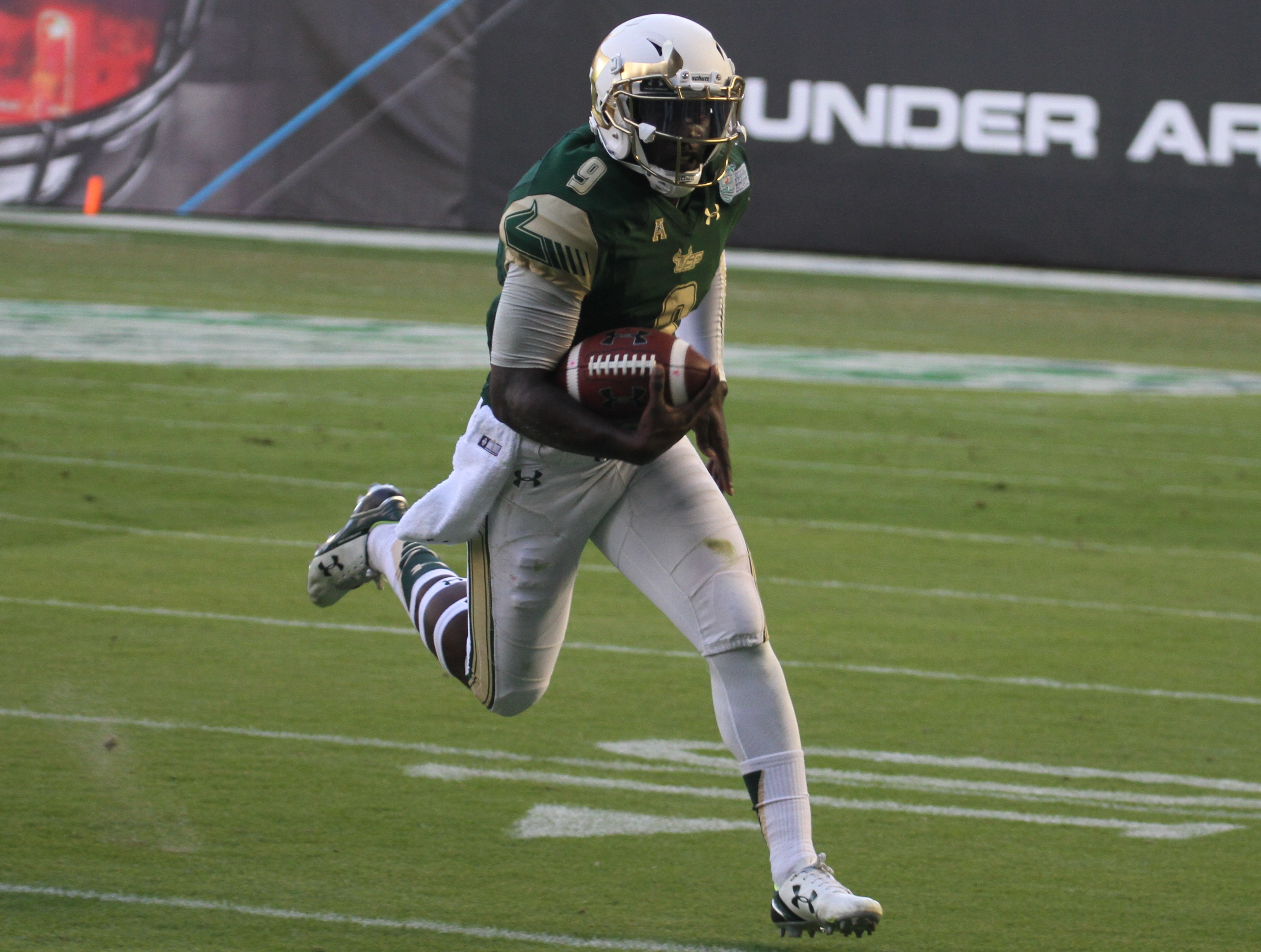
El dos veces ganador del MVP Quinton Flowers

| Fecha      | Nombre            | Equipo        | Posición |
| ---------- | ----------------- | ------------- | -------- |
| 23-12-2006 | Benjamin Williams | South Florida | RB       |
| 22-12-2007 | Ben Mauk          | Cincinnati    | QB       |
| 29-12-2008 | Mike Teel         | Rutgers       | QB       |
| 2-1-2010   | Andre Dixon       | Connecticut   | RB       |
| 8-1-2011   | Dion Lewis        | Pittsburgh    | RB       |
| 7-1-2012   | Darius Johnson    | SMU           | WR       |
| 5-1-2013   | Bo Wallace        | Ole Miss      | QB       |
| 4-1-2014   | Jordan Matthews   | Vanderbilt    | WR       |
| 3-1-2015   | Adam Lane         | Florida       | RB       |
| 30-12-2015 | Jovon Robinson    | Auburn        | RB       |
| 29-12-2016 | Quinton Flowers   | South Florida | QB       |
| 23-12-2017 | Quinton Flowers   | South Florida | QB       |
| 22-12-2018 | Jamie Newman      | Wake Forest   | QB       |
| 2-1-2020   | Desmond Ridder    | Cincinnati    | QB       |
| 28-12-2021 | Clayton Tune      | Houston       | QB       |
| 27-12-2022 | Holton Ahlers     | East Carolina | QB       |

## Récords
| Equipo                             | Record, Equipo vs. Rival                                                                                      | Año                 |
| ---------------------------------- | --- | ------------------- |
| Más Puntos Anotados                | 46, South Florida vs. South Carolina                                                                          | 2016                |
| Más Puntos Anotados (perdedor)     | 39, South Carolina vs. South Florida                                                                          | 2016                |
| Más Puntos Anotados (partido)      | 85, South Florida (46) vs. South Carolina (39)                                                                | 2016                |
| Menos Puntos Anotados              | 6, SMU vs. Pittsburgh                                                                                         | 2012                |
| Mayor victoria                     | 32, Cincinnati vs. Boston College                                                                             | 2020                |
| Yardas Totales                     | 561, South Florida vs. Texas Tech                                                                             | 2017                |
| Yardas Terrestres                  | 343, Cincinnati vs. Boston College                                                                            | 2020                |
| Yardas Aéreas                      | 427, East Carolina vs. Florida                                                                                | Enero 2015          |
| First downs                        | 33, Cincinnati vs. Boston College                                                                             | 2020                |
| Menos Yardas Permitidas            | 164, Cincinnati vs. Boston College                                                                            | 2020                |
| Menos Yardas Terrestres Permitidas | 10, SMU vs. Pittsburgh                                                                                        | 2012                |
| Menos Yardas Aéreas Permitidas     | 87, Cincinnati vs. Boston College                                                                             | 2020                |
| Individual                         | Record, Nombre, Equipo vs. Rival                                                                              | Año                 |
| Yardas Totales                     | 291, Deebo Samuel (South Carolina) (190 pase, 97 regreso, 4 terrestre)                                        | 2016                |
| Touchdowns Totales                 | 3, compartido con Flowers, Newman, y Ridder (below)                                                           |                     |
| Yardas Terrestres                  | 155, Damion Fletcher (Southern Miss)                                                                          | 2007                |
| Touchdowns Terrestres              | 3, compartido con: Quinton Flowers (South Florida) Jamie Newman (Wake Forest) Desmond Ridder (Cincinnati)     | 2016 2018 2020      |
| Yardas Aéreas                      | 427, Shane Carden (East Carolina)                                                                             | Jan. 2015           |
| Touchdowns Aéreos                  | 4, compartido con: Ben Mauk (Cincinnati) Quinton Flowers (South Florida)                                      | 2007 2017           |
| Recepciones                        | 14, Deebo Samuel (South Carolina)                                                                             | 2016                |
| Yardas Por Recepción               | 190, Deebo Samuel (South Carolina)                                                                            | 2016                |
| Touchdowns Tras Recepción          | 2, compartido con: Dominick Goodman (Cincinnati) Tyre McCants (South Florida) Isaiah Winstead (East Carolina) | 2007 2017 2022      |
| Tackleadas                         | 17, varios, incluyendo a: Jason Hendricks (Pittsburgh) Shareef White (Memphis)                                | 2013 Diciembre 2015 |
| Capturas                           | 3.0, varios, incluyendo a: Margus Hunt (SMU) Dante Fowler (Florida)                                           | 2012 Enero 2015     |
| Intercepciones                     | 2, Reggis Ball (Memphis)                                                                                      | Diciembre 2015      |
| Jugadas Largas                     | Record, Nombre, Equipo vs. Rival                                                                              | Año                 |
| Carrera para Touchdown             | 62 yds., I'Tavius Mathers (Ole Miss)                                                                          | 2013                |
| Pase de Touchdown                  | 86 yds., Treon Harris a Ahmad Fulwood (Florida)                                                               | Jan. 2015           |
| Regreso de Kickoff                 | 97 yds., Tony Pollard (Memphis)                                                                               | 2018                |
| Regreso de Despeje                 | 56 yds., Marcus Davis (Auburn)                                                                                | Diciembre 2015      |
| Regreso de Intercepción            | 53 yds., Reggis Ball (Memphis)                                                                                | Diciembre 2015      |
| Despeje                            | 60 yds., Ryan Dougherty (East Carolina)                                                                       | 2006                |
| Gol de Campo                       | 53 yds., Jake Elliott (Memphis)                                                                               | Diciembre 2015      |

- Fuente:[15]